# Новенькое (Юрьево-Девичьевское сельское поселение)
Но́венькое — деревня в Конаковском районе Тверской области. Входит в состав Юрьево-Девичьевского сельского поселения.

## География
Деревня находится в юго-восточной части Тверской области, на расстоянии примерно 5 км к юго-западу от города Конаково, административного центра района.

### Часовой пояс
Деревня Новенькое, как и вся Тверская область, находится в часовой зоне МСК (московское время). Смещение применяемого времени относительно UTC составляет +3:00.

## История
Деревня известна с 1853 года как сельцо. В период коллективизации был создан колхоз имени Красной армии.

## Население
| 2010 |
| ---- |
| 40   |

### Национальный состав
Согласно результатам переписи 2002 года, в национальной структуре населения русские составляли 86 % из 36 чел.